# CBS Europa
Film Cafe (fostul Zone Europa, Europa Europa, Le Cinema, Wizja Le Cinema și CBS Europa) este un canal de film polonez. Acesta difuzează filme contemporane, clasice influente, favorite apreciate și producții de avangardă.